# أندرياس كرامر
أندرياس كرامر (بالسويدية: Andreas Kramer)‏ هو عداء المسافات المتوسطة سويدي، ولد في 13 أبريل 1997.

## وصلات خارجية
- أندرياس كرامر على موقع الاتحاد الدولي لألعاب القوى (الإنجليزية)
- أندرياس كرامر على موقع أوليمبيديا (الإنجليزية)
- أندرياس كرامر على موقع اللجنة الأولمبية السويدية (السويدية)